# Toro (Molise)
Toro ist eine italienische Gemeinde (comune) mit 1221 Einwohnern (Stand 31. Dezember 2023) in der Provinz Campobasso in der Region Molise. Die Gemeinde liegt etwa 8,5 Kilometer östlich von Campobasso.

## Geschichte
Um das Jahr 1000 ist die Siedlung entstanden und wird erstmals 1092 urkundlich erwähnt. 
1805 wurde die Ortschaft durch ein Erdbeben fast völlig zerstört.

## Partnerschaften
Seit 2016 besteht eine Städtepartnerschaft mit Taunusstein in Hessen.